# La Bataille de Jangsari
Pour plus de détails, voir Fiche technique et Distribution.
La Bataille de Jangsari (hangeul : 장사리: 잊혀진 영웅들 ; RR : Jangsari: ityeojin yeongungdeul ; litt. « Jangsari : héros oubliés ») est un film sud-coréen réalisés par Kwak Kyung-taek et Kim Tae-hun, sorti en 2019.
Il s'agit d'une d'adaptation d'un fait réel sur les 772 jeunes élèves soldats qui, n'ayant suivi que deux semaines d'entraînement, débarquent à la plage de Jangsari en pleine bataille d'Incheon, pendant la guerre de Corée, entre le 15 septembre et le 28 septembre 1950, dans le but de faire diversion pour tromper l'ennemi nord-coréen.

## Synopsis
Durant la guerre de Corée, une unité de guérilla commandée par le capitaine Lee Myeong-joon (Kim Myung-min) et composée de 772 élèves soldats, dont Choi Seong-pil (Choi Minho), navigue en direction de la plage de Jangsari du district de Yeongdeok à bord du navire Moonsanho. Leur mission est de créer une attaque de diversion, le 14 septembre 1950, en faisant croire aux Nord-Coréens que les forces adverses lancent une invasion dans la région, tandis que la véritable attaque aura lieu à Incheon, le lendemain, le 15 septembre. Les 772 élèves soldats, dont la moyenne d'âge est de 17 ans et qui n'ont suivi que deux semaines d'entraînement, tentent alors de débarquer à la plage de Jangsari sous une pluie de balles et de bombes.

## Fiche technique
Sauf indication contraire ou complémentaire, les informations mentionnées dans cette section peuvent être confirmées par la base de données KMDb
- Titre original : 장사리: 잊혀진 영웅들
- Titre anglophone : The Battle of Jangsari
- Titre français : La Bataille de Jangsari
- Titre de travail : Jangsa-ri 9.15
- Réalisation : Kim Tae-hun et Kwak Kyung-taek
- Scénario : Lee Man-hee
- Musique : Mok Yeong-jin
- Décors : Lee Tae-hun
- Costumes : Sim Hyeon-seop et Yang Jinseon
- Photographie : Kim Seong-Hwan
- Son : Park Joo-gang
- Montage : Kim Chang-ju et Gim U-hyeon
- Production : Chung Tae-won et Kim Dong-won
- Société de production : Taewon Entertainment
- Société de distribution : Warner Bros. Pictures Korea
- Budget : 15 milliards de wons[2]
- Pays de production :  Corée du Sud
- Langue originale : coréen, anglais
- Format : couleur - 2,35:1 - son Dolby Digital
- Genre : guerre, drame et historique
- Durée : 104 minutes
- Dates de sortie :
  - Corée du Sud : 25 septembre 2019
  - Québec : 21 octobre 2019[3]
  - France : 26 mars 2020 (vidéo à la demande)[4]

## Distribution
- Kim Myung-min : le capitaine Lee Myeong-joon
- Choi Minho : Choi Seong-pil, étudiant soldat et chef d'escouade
- Kim Sung-cheol (en) : Gi Ha-ryoon, étudiant soldat
- Kim In-kwon (en) : Ryoo Tae-seok, premier sergent
- Kwak Si-yang : Park Chan-nyeon, commandant de compagnie
- George Eads : le colonel Stevens
- Megan Fox : Marguerite « Maggie » Higgins, correspondante de guerre
- Jang Ji-gun : Gook Man-deuk, étudiant soldat en surpoids
- Lee Ho-jung : Moon Jong-nyeo, déguisée en homme pour remplacer son frère jumeau sous l'ordre de son père
- Lee Jae-wook : Lee Gae-tae, étudiant soldat
- Jung Jong-joon : Elder Man-deuk
- Han Chul-woo : le capitaine Moon San-ho
- Hwang Jae-yeol : Moon San-ho, navigateur
- Kim Jin-wook : Moon San-ho, maître d'équipage
- Kim Min-kyu : Choi Jae-pil, cousin de Seong-pil
- Lee Cheol-min : le général de l'Armée populaire nord-coréenne
- Yang Joong-kyeong : le colonel Hong

## Production

### Développement
En août 2018, la société sud-coréenne Taewon Entertainment révèle le prochain film de Kwak Kyung-taek et Kim Tae-hoon, provisoirement intitulé Jangsa-ri 9.15 (장사리 9.15). Le film relate l'histoire réelle, cachée dans l'Histoire, sur la bataille d'Incheon en pleine guerre de Corée, avec 772 étudiants soldats de 17 ans en moyenne n'ayant suivi que deux semaines d'entraînement,.
En août 2019, le titre devient 장사리: 잊혀진 영웅들 (litt. « Jangsari : héros oubliés »).

### Distribution des rôles
En août 2018, Taewon Entertainment annonce la confirmation de Megan Fox dans le rôle de Marguerite Higgins, la correspondante de guerre pour le New York Herald Tribune par laquelle elle est « fascinée » et de Kim Myung-min dans le rôle du capitaine Lee Myung-heum, réel personnage qui s'était vu confier la mission de l'« opération Chromite ». En novembre, Choi Minho est engagé pour incarner Choi Seong-pil, un étudiant soldat se portant volontaire pour participer à la guerre, et Kwak Si-yang, dans le rôle de Park Chan-nyeon, le commandant de compagnie, ainsi que Kim Sung-cheol et Kim In-kwon. En décembre, Lee Jae-wook est confirmé pour joue Lee Gae-tae, un étudiant soldat.
En janvier 2019, l'acteur américain George Eads est choisi pour le rôle du colonel Stevens, chef de l'opération du débarquement de Jangsa.

### Tournage
Le tournage commence le 13 octobre 2018. Il a lieu à Yeongdeok (Gyeongsang du Nord), à Samcheok et à Chuncheon — pour utiliser l'usine des tabacs — (Gangwon). Il s'achève le 12 janvier 2019.

## Accueil

### Sortie
En août 2019, on révèle la date de sortie annoncée le 25 septembre 2019, ainsi que la première bande-annonce et les premières images du film.

### Box-office
Le film se trouve au sommet du box-office sud-coréen avec 485000 tickets vendus en fin de la semaine et un total de 4,57 millions tickets vendus dans les cinq premiers jours.

## Distinctions

### Récompenses
- Korean Culture and Entertainment Awards 2019 :
  - Meilleur acteur débutant pour Kim Sung-cheol[16]
  - Meilleur acteur dans un second rôle pour Jang Ji-gun[17]
- Golden Cinema Film Festival 2021 : prix spécial du jury pour Choi Minho[18]

### Nominations
- Blue Dragon Awards 2019 : meilleur acteur débutant pour Kim Sung-cheol[19]
- Chunsa Film Art Awards 2020 : meilleur acteur débutant pour Kim Sung-cheol[19]